# Sinployea decorticata
Sinployea decorticata foi uma espécie de gastrópodes da família Charopidae.
Foi endémica das Ilhas Cook.